# 岩沢二弓
岩沢二弓（いわさわ ふゆみ）本名：岩澤二弓（1949年2月23日 - ）は日本のシンガーソングライター。神奈川県茅ヶ崎市出身、血液型はAB型。

## 経歴
実兄:岩沢幸矢と、ブレッド&バターとして1969年10月シングル「傷だらけの軽井沢」でメジャー・デビュー。
娘はミュージシャンの岩沢シーマ(Seema)。2000年に父娘ユニット「mondayz」名義で、アルバム「monday beach」をリリース。
1997年 ソロ・アルバムの発売を機に作詞・作曲名のクレジット表記を「岩沢二弓」から「岩澤二弓」へ変更。ブレッド&バターとしての活動と並行し、ソロ・バンド・別ユニット等でのライブ活動も行う。
2009年2月23日 還暦を迎え、ソロでのライブ活動を再開する。
2009年10月1日 岩沢二弓サポーターズファンクラブ「fuyumi mania ~Fuyumi Iwasawa Supporters」が発足。
2010年1月1日 岩沢二弓（ブレッド&バター）オフィシャルblog がスタート。
2011年4月5日 ブレッド&バター岩沢二弓 Twitter がスタート。

## ディスコグラフィー

### ソロ

#### アルバム
- 『Fuyumi -二弓-』　1997年6月25日　KGCP-5（日本クラウン）

1. LIFE GOES ON & ON　3:47
  - 作詞：岡田幸文 / 作曲：岩澤二弓
2. 君の気配　3:40
  - 作詞・作曲：岩澤二弓
3. 空の扉　5:17
  - 作詞・作曲：岩澤二弓
4. ISSAI-GASSAI　5:37
  - 作詞：岡田幸文・JEFF KEELING  / 作曲：岩澤二弓
5. 音無し橋　3:58
  - 作詞：岡田幸文・岩澤二弓 / 作曲：岩澤二弓
6. DANCING FLAME　4:21
  - 作詞・作曲：岩澤二弓
  - コンピレーション『カイガン・グロウン』収録版とは異なる、新録音。
7. CONSCIOUSNESS　5:59
  - 作詞・作曲：岩澤二弓
8. CHILDISH HEART　5:15
  - 作詞：宮手健雄 / 作曲：岩澤二弓
9. それぞれの道　6:23
  - 作詞：岩澤二弓・SEEMA / 作曲：岩澤二弓
10. SAY GOOD-BYE II U　4:20
  - 作詞・作曲：岩澤二弓

#### シングル
- 「それぞれの道」　1998年1月21日　KGDP-2（日本クラウン）

1. それぞれの道　6:23
  - 作詞：岩澤二弓・SEEMA / 作曲：岩澤二弓
2. LIFE GOES ON & ON　3:47
  - 作詞：岡田幸文 / 作曲：岩澤二弓
3. SAY GOOD-BYE II U　4:20
  - 作詞・作曲：岩澤二弓
4. それぞれの道（NO VOCAL VERSION）　6:23
  - 作曲：岩澤二弓

コンピレーションCD
- 「カイガン・グロウン」　1996年11月21日　KGCP-1（日本クラウン） 
  - 初ソロ曲『Dancing Flame 〜2 Little G〜』収録。

コンピレーションDVD
- 「CROSSOVER JAPAN'03」　2004年5月30日（Village A）
  - 鈴木茂&FRIENDSとして、サポートでの出演。

### mondayz（岩沢二弓/Seema）

#### アルバム
- 「monday beach」（2000年12月21日）OMCA-5003（オーマガトキ）

1. Now & Forever　4:16
  - 作詞・作曲：Carol king
  - キャロル・キングのカバー
2. Let Us Love　5:14
  - 作詞：岡田冨美子 / 作曲：岩澤二弓
  - ブレッド&バターのカバー
3. Just Loving You　4:35
  - 作詞：Davit Wallace / 作曲：岩澤二弓
  - ブレッド&バターのカバー
4. 風のない白い夏　4:27
  - 作詞：難波保明 / 作曲：岩澤二弓
  - 石川セリのカバー
5. Naturally　3:32
  - 作詞：Seema / 作曲：岩澤二弓
6. Fields　4:14
  - 作詞・作曲：Paule Hedving・訳詞：Seema
  - Paula Hedvigのカバー
7. 風　3:45
  - 作詞・作曲：岩沢幸矢
  - ブレッド&バターのカバー
8. 手紙　4:31
  - 作詞：Seema / 作曲：Sije
9. Perfect Stranger　4:26
  - 作詞・作曲：Neil Sedaka・訳詞：Seema
  - ニール・セダカのカバー
10. おはなし　4:10
  - 作詞：遠藤侑宏 / 作曲：田村守

### ブレッド&バター・岩沢二弓制作楽曲/メインボーカル担当楽曲
（同名曲の場合 別VERSIONツインボーカル曲含む）
- Oh!LIFE（2011年6月22日）
  - Marchin' In April
  - faceless
  - マリオネット・ダンス
  - めぐり、、、逢い
  - SUNSHINE
  - 君の声をください
  - 一緒に暮らそうか
- 海岸へおいでよ（2007年8月29日）　
  - 9月のプレリュード
  - ペガサス
  - マルガリータで乾杯
  - Two Answers
  - ふたりのメロディー
- SHONAN BOYS～for The Young And The Young-At-Heart（2005年10月26日）
  - Pink Shadow
  - Let Us Love
  - Fine Line
  - 海岸線
  - Hotel Pacific
  - 渚に行こう
  - Happier Than The Morning Sun
- SKY（2005年4月21日）
  - うたかたの日々
  - 夢の中
  - Angel Love
  - 僕の乗り物
  - 素晴らしき男の世界
  - ぼくは静かにゆれ動く
- Summer Knows（2004年3月10日）
  - 風が始まる場所
  - ざわめく海
  - ピンク・シャドウ
- HOT! CLOUD 9（2001年6月20日）
  - Beautiful Line
  - 狂った夏
  - The Crow
  - 夏のヘッドフォン
- BB★C（1998年11月26日）
  - 地下鉄
  - Devil Woman
  - Dolphin
  - Pink Shadow
- ALIVE 1969-1996 フットプリント（1996年8月21日）
  - センチメンタル・フレンド
  - HOTEL PACIFIC
  - ピンク・シャドウ
  - 傷だらけの軽井沢
- LONDON-PARIS-NEW YORK-湘南（1994年7月25日：シングル）
  - 湘南Moon
- 僕の知らない夏（1993年11月17日：シングル）
  - 僕の知らない夏
- ETERNAL FRIEND-その微笑みで-（1993年7月25日：シングル）
  - ETERNAL FRIEND -その微笑みで-
- 奇蹟のヴィーナス（1992年7月31日：シングル）
  - 奇蹟のヴィーナス
- 水の記憶（1991年6月25日）
  - LOVE AGAIN
  - INCANTATION
  - TEARS IN THE RAIN
  - MOVING ON
  - STILL MISSING YOU
  - 海岸線
- マリエ（1989年11月25日）
  - DANCING IN THE NIGHT
  - WYOMING GIRL（英語リミックス・ヴァージョン）
  - SAILING ON BOARD
  - 美しいハリケーン
  - 渚にいこう
  - FINE LINE
  - ピンク・シャドウ
  - あの日のワンシーン
  - SUMMER BLUE
- MISSING LINK（1989年7月25日）
  - Riding High
  - Happier Than The Morning Sun
  - Still In Need
  - Fashion Lover
  - Missing Link
- ワイオミング・ガール（1989年7月25日：シングル）
  - エレノア
- 或る夜の出来事（1987年5月25日）
  - at 52F	3:47
  - ラヴィ・サンバ〜人生は過ぎる〜
  - センチメンタル・フレンド
- MIRACLE TOUCH（1986年11月29日）
  - DO・DA・DAY
- remember my love（1986年6月25日）
  - DEDICATED（Instrumental）
- Second Serenade（1984年11月1日）
  - もう立ち止まる事は無い
  - 引き潮カフェ
  - あの日のワンシーン
  - Miracle Touch
  - 寒い朝
- FINE LINE（1983年）
  - やさしさの横顔
  - GRACEFULLY
  - 美しいハリケーン
  - ドアにレッド・ヒール
- Night Angel（1982年）
  - DANCING IN THE NIGHT
  - I BELIEVE
  - RETURN MY BABY
  - TRUE LOVE
- Bread & Butter Party（1981年11月21日）
  - KEEP IT ALIVE
  - JUST LOVING YOU
  - ピンク・シャドウ
- Pacific（1981年）
  - FEEL INSIDE
  - お食事どこでする?
  - LOVE SAIL
  - HOTEL PACIFIC
- MONDAY MORNING（1980年6月21日）
  - LET US LOVE
  - PARADOXICAL LOVE（逆説的愛）
  - THANKS MY LADY（ひとときの水彩画）
  - HOLD ON
- Late Late Summer（1979年6月25日）
  - SUMMER BLUE
  - 忘れ得ぬ貴女
  - 渚に行こう
- LIVE（1976年2月）
  - マハエ
  - 朝の陽
  - ハイヤー
  - ♯405
  - セーリング･オン･ボード
  - うつろな安息日
  - 傷だらけの軽井沢
  - 今はひとり
  - 野生の馬
  - 夕暮れ（つらい夜）
  - 誰が好きなの
- MAHAE（真南風）（1975年10月25日）
  - Sailing On Board
  - ニライ・カナイ
  - Coconut Groove
  - 我が夫子
  - Monaka
  - Higher
  - マハエ
  - にわか雨
  - Good Old Days
  - Devil Woman
- ピンクシャドウ（1974年9月：シングル）
  - ピンクシャドウ (シングル Mix)
- Barbecue（1974年9月25日）
  - 朝の陽
  - メモリー
  - 子豚と××××
  - 夕暮れ(つらい夜)
  - 地下鉄
  - アフター・ザ・バーベキュー “ゲット・トゥゲザー”
  - うつろな安息日
  - 飛行室
  - 愛の歌
  - ピンクシャドウ
  - 魔術
- IMAGES（1973年4月10日）
  - 誰が好きなの　
  - 遠い昔
  - コンペイトー
  - ♯405
  - 花の土曜日
  - 時もゆっくり
  - おもかげ
  - 老人と犬
  - 二日酔いに
  - 屋根の上
- Moonlight（1972年3月10日：シローとブレッド&バター名義）
  - Moonlight
  - やすらぎ
  - なにもかも
  - 公園
  - Happiness
  - 雲
  - 野生の馬
- 野生の馬（1971年4月10日：シローとブレッド&バター名義：シングル）
  - 雨の日のあなたは -RAINY DAY WOMAN-

## Band･unitでの活動
- mondayz（岩沢二弓/Seema）
- NOXX（岩沢二弓/鈴木茂/小原礼/井ノ浦英雄）
- THE S&F -shigeru&fuyumi-（岩沢二弓/鈴木茂）
- 湘南スタイルバンド（岩沢二弓/Temiyan/Half Moon【琢磨仁・琢磨啓子】）
- HERBORS（岩沢二弓/宮手健雄）
- トリオ コイサンズ（岩沢二弓/増田俊郎/中野督夫）
- asteroid（岩沢二弓/金井太郎/他）
- 2Uがれ-ふゆがれ-（岩沢二弓/増田俊郎/ケニー井上）
- S-F TOURS（岩沢二弓/鈴木茂/六川正彦/濱田尚哉）
- Colors（岩沢二弓/常富喜雄/四角佳子/林立夫/新川博）
- BLUE HIPPIE（岩沢二弓/六川正彦/濱田尚哉/田口慎二）
- LOVE US ALL-ラバーソウル-（岩沢二弓/東郷昌和/マーク）

YAHHOO（テリー伊藤/ブレッド＆バター）
1. 朝からテキーラ　3:52
2. 朝からテキーラ〜Batman Mix　4:47
3. 朝からテキーラ〜Without Rap Version　3:54
4. 逃れて．．．　4:03
5. ナイフ　3:53

## ラジオレギュラー
岩沢二弓単独出演
- 湘南ベース[1]

　（制作／ミュージックバード、ONAIR／土曜(金曜深夜) 0:00-1:00、配信／全国のコミュニティ放送およびインターネットサイマルラジオ　2015年10月3日-）（ラジオDJ：わたなべヨシコと共に）

## CM
- カネテツデリカフーズ
- 京急百貨店キャンペーンイメージ・キャラクター
- SMBCフレンド証券
- Mac-House

## 楽曲提供
- アグネス・チャン - 『にわか雨』（作詞・作曲）『ふたりのRAINY DAY』（作曲）
- あんべ光俊 -『CHILD〜君の風になろう〜』（作曲）未発売曲
- 杏里 -『夏に背を向けて』（作曲）
- 石川セリ - 『風のない白い夏』（作曲）
- 石岡美紀 - 『シェリー』（作曲）
- 伊集加代子 - 『TIME』（作詞・作曲）
- 岩崎良美 - 『夏をひとりじめ』（作曲）
- 岩沢シーマ&ニーナ・ライリー - 『Naturally』（作曲）
- Wink - 『Variation 〜さよならの変奏曲〜』（作曲）
- かんせつかず - 『3つの時から』（作詞・作曲）
- 北畠美枝 - 『RESORT OF HEART』（作曲）
- 須藤薫 - 『蒼い夏』『南の島からメリークリスマス』『BLUE SNOW MIDNIGHT』『許してあげない』（作曲）
- スリー・グレイセス - 『SILVERY MOON』（作詞・作曲）
- 髙橋真梨子 - 『TRAFFIC～混雑』（作曲）
- チェリッシュ - 『愛とは勇気だから』『夕日が落ちてゆく』（作曲）
- Temiyan - 『Cafe Medium Mare』（作曲）
- ハイ・ファイ・セット - 『情事の終り』（作曲）
- 二名敦子 - 『SUNSET CRUISING』（作詞・作曲）
- 古谷徹 - 『白いSILVIA』（作曲）
- 南夏々子 - 『AZUR〜潮風に抱かれて〜』（作曲）
- 本山ツトム - 『別れ』（作詞作曲）
- 桃井かおり - 『金色の丘』『恋人同志』（作曲）
- 森山良子 - 『今は秋』（作曲）